# FANAPEL
FANAPEL es una fábrica de papel ubicada en Juan Lacaze, Colonia, Uruguay.

## Ubicación
La fábrica está ubicada cercana al puerto de la ciudad de Juan Lacaze, departamento de Colonia pero su oficina central se encuentra en Montevideo en la calle Rincón 477 piso 6°.

## Historia
El proyecto se originó en  1883 en el departamento de Montevideo, pero el comienzo de la actividad industrial fue precisamente en el año 1885. Debido al creciente trabajo y la falta de agua dulce en abundancia, la empresa se tuvo que trasladar en 1898 al departamento de Colonia, cercano al Puerto Sauce.
En 1995, Fanapel comenzó a producir papeles para impresión, envoltura y escritura.
En 2007, el grupo Tapibecuá compró el 97,6% de sus acciones; consolidando así el desarrollo de un proyecto industrial regional. Su gran ubicación (centro del Mercosur) permite a su vez una muy ágil respuesta a los países de la región
A partir de marzo de 2013, la empresa se encuentra trabajando en conjunto con la Universidad del Trabajo del Uruguay y el Municipio de Juan Lacaze con la tecnicatura de instrumentación y control.
La empresa realizó una reducción de personal en 2013, con resistencia del sindicato de FANAPEL (Cuopyc) debido a dificultades comerciales con Argentina. 
FANAPEL exporta sus productos a Brasil, Paraguay y la zona franca de Nueva Helvecia.
La empresa es la fuente de trabajo principal para Juan Lacaze, un pueblo de 14 mil personas.
A mediados de febrero de 2017 FANAPEL anunció a sus trabajadores que ya no reabrirá, dejando así a más de 300 personas desempleadas quienes ya estaban en el seguro de desempleo.|https://www.elpais.com.uy/informacion/gerencia-fanapel-anuncio-cierre-pierden-empleos.html%7Cfechaacceso=13 de mayo de 2021}}</ref>

## Empresas asociadas
Empresas uruguayas y extranjeras trabajan en conjunto con Fanapel.
Distribuidoras
- Todopapel, es una distribuidora uruguaya  a cargo de la industria gráfica, packaging, oficinas, arte, diseño y conservación.
- Suministros Gráficos Ltda, empresa instalada en Chile en el año 2000, a cargo de la  distribución de papeles e insumos para la industria gráfica.
- Casa Hutton S.A es una distribuidora de papel e insumos gráficos Argentina.

Forestadoras
- Celulosa Argentina S.A., empresa argentina especializada en el desarrollo forestal.
- Forestadora Tapebicuá, empresa argentina dedicada  la fabricación de productos derivados del eucaliptus y el pino.

Conversora
- Converpel S.A, es  una empresa que se dedica a la conversión del papel tales como libretas,cuadernolas, sobres etc.[6]